# Алем-Крік (Західна Вірджинія)
Алем-Крік (англ. Alum Creek) — переписна місцевість (CDP) в США, в округах Кенова і Лінкольн штату Західна Вірджинія. Населення — 1595 осіб (2020).

## Географія
Алем-Крік розташований за координатами 38°17′40″ пн. ш. 81°50′21″ зх. д. / 38.29444° пн. ш. 81.83917° зх. д. (38.294509, -81.839036).  За даними Бюро перепису населення США в 2010 році переписна місцевість мала площу 26,58 км², з яких 26,40 км² — суходіл та 0,18 км² — водойми.

## Демографія
Згідно з переписом 2010 року, у переписній місцевості мешкало 1749 осіб у 705 домогосподарствах у складі 512 родин. Густота населення становила 66 осіб/км².  Було 780 помешкань (29/км²).
Расовий склад населення:
| - 98,9 % — білих - 0,2 % — корінних американців - 0,2 % — чорних або афроамериканців - 0,2 % — азіатів |

До двох чи більше рас належало 0,1 %. Частка іспаномовних становила 1,1 % від усіх жителів.
За віковим діапазоном населення розподілялося таким чином: 20,9 % — особи молодші 18 років, 63,7 % — особи у віці 18—64 років, 15,4 % — особи у віці 65 років та старші. Медіана віку мешканця становила 41,4 року. На 100 осіб жіночої статі у переписній місцевості припадало 97,0 чоловіків;  на 100 жінок у віці від 18 років та старших — 95,6 чоловіків також старших 18 років.
За межею бідності перебувало 13,4 % осіб, у тому числі 0,0 % дітей у віці до 18 років та 29,2 % осіб у віці 65 років та старших.
Цивільне працевлаштоване населення становило 894 особи. Основні галузі зайнятості: освіта, охорона здоров'я та соціальна допомога — 29,1 %, сільське господарство, лісництво, риболовля — 14,7 %, виробництво — 10,7 %, фінанси, страхування та нерухомість — 7,3 %.